# Limnonectes hikidai
Espèce
Limnonectes hikidai est une espèce d'amphibiens de la famille des Dicroglossidae.

## Répartition
Cette espèce est endémique du Sarawak en Malaisie.

## Publication originale
- Matsui & Nishikawa, 2014 : Description of a New Species of Limnonectes from Sarawak, Malaysian Borneo (Dicroglossidae, Anura). Current Herpetology, vol. 33, p. 135–147.